# Gyula Fényi
Gyula Fényi (8 de enero de 1845 – 21 de diciembre de 1927) fue un jesuita y astrónomo húngaro, también conocido con el nombre de P. Julius Fenyi SJ. Dirigió el Observatorio de Haynald, convirtiéndolo en un referente en estudios solares.

## Semblanza

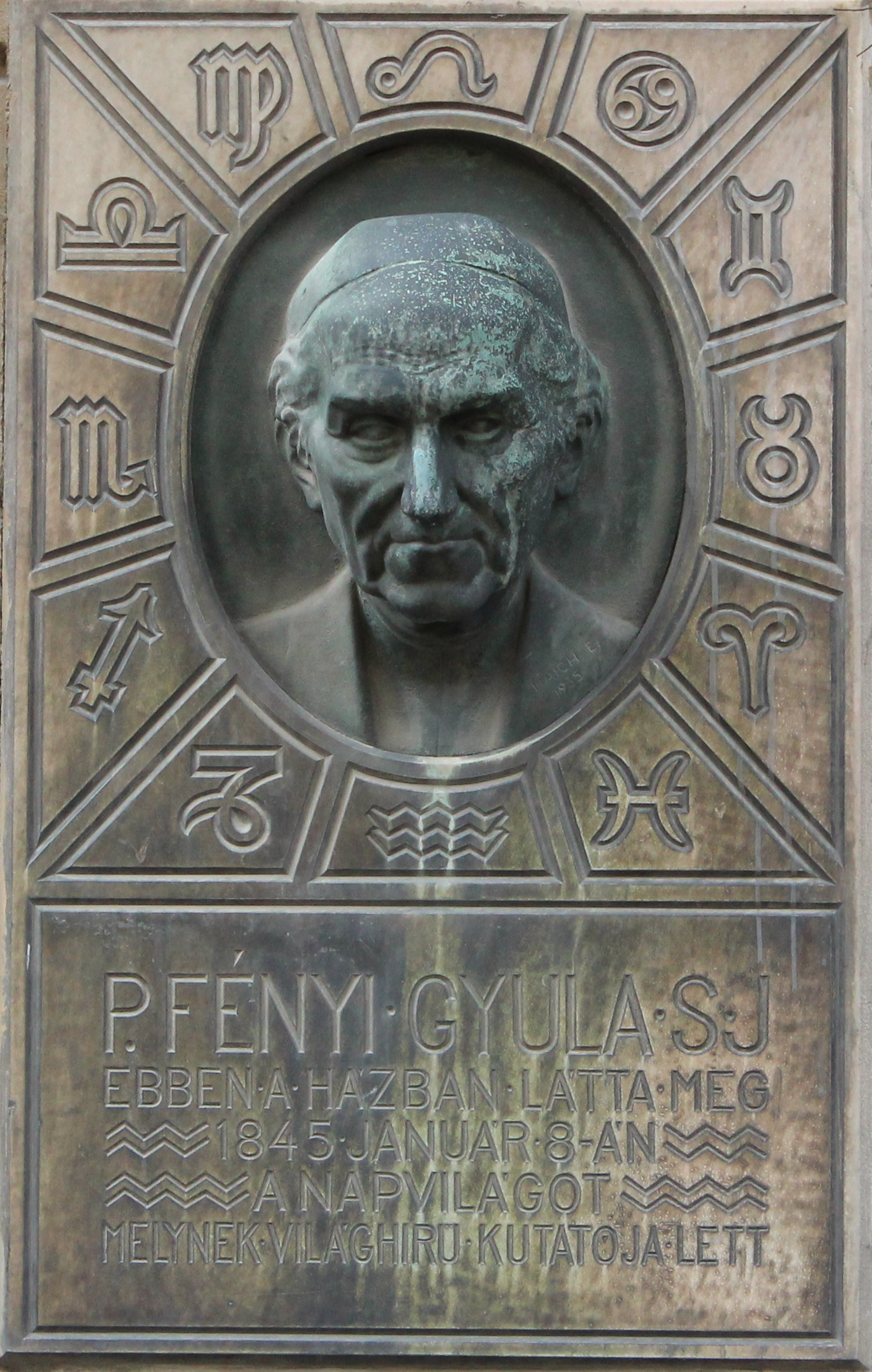
Placa conmemorativa en su ciudad natal (Sopron, Hungría)

Fényi nació en Sopron, Hungría, undécimo hijo de una familia de comerciantes. En 1864 ingresó en la Compañía de Jesús, y fue enviado a Kalocsa donde trabajó como profesor de química, matemáticas, física e historia natural. Estudió en la universidad en Innsbruck desde 1874, donde se formó en teología, matemáticas y física. Después de completar sus estudios en 1878, regresó a la enseñanza y empezó a desempeñar el cargo de ayudante en el Observatorio Haynald en Kalocsa. En 1885 fue nombrado director del observatorio, cargo en el que permaneció hasta que tuvo que retirarse en 1913 por problemas de salud. Continuó sus observaciones astronómicas incluso durante su jubilación.
Gyula Fényi destacó por sus observaciones del Sol, incluyendo sus estudios espectroscópicos de las protuberancias solares, así como de las manchas solares. Fue el primero en demostrar una correlación entre el número de protuberancias solares y el número de manchas solares. Entre 1880 y 1919 realizó más de 6.000 dibujos del Sol, todos utilizando el mismo instrumental (dibujos archivados en el Observatorio Heliofísico de Debrecen, Hungría). Publicó más de 200 artículos científicos en varios idiomas. En 1916 fue elegido miembro correspondiente de la Academia Húngara de Ciencias.

## Eponimia

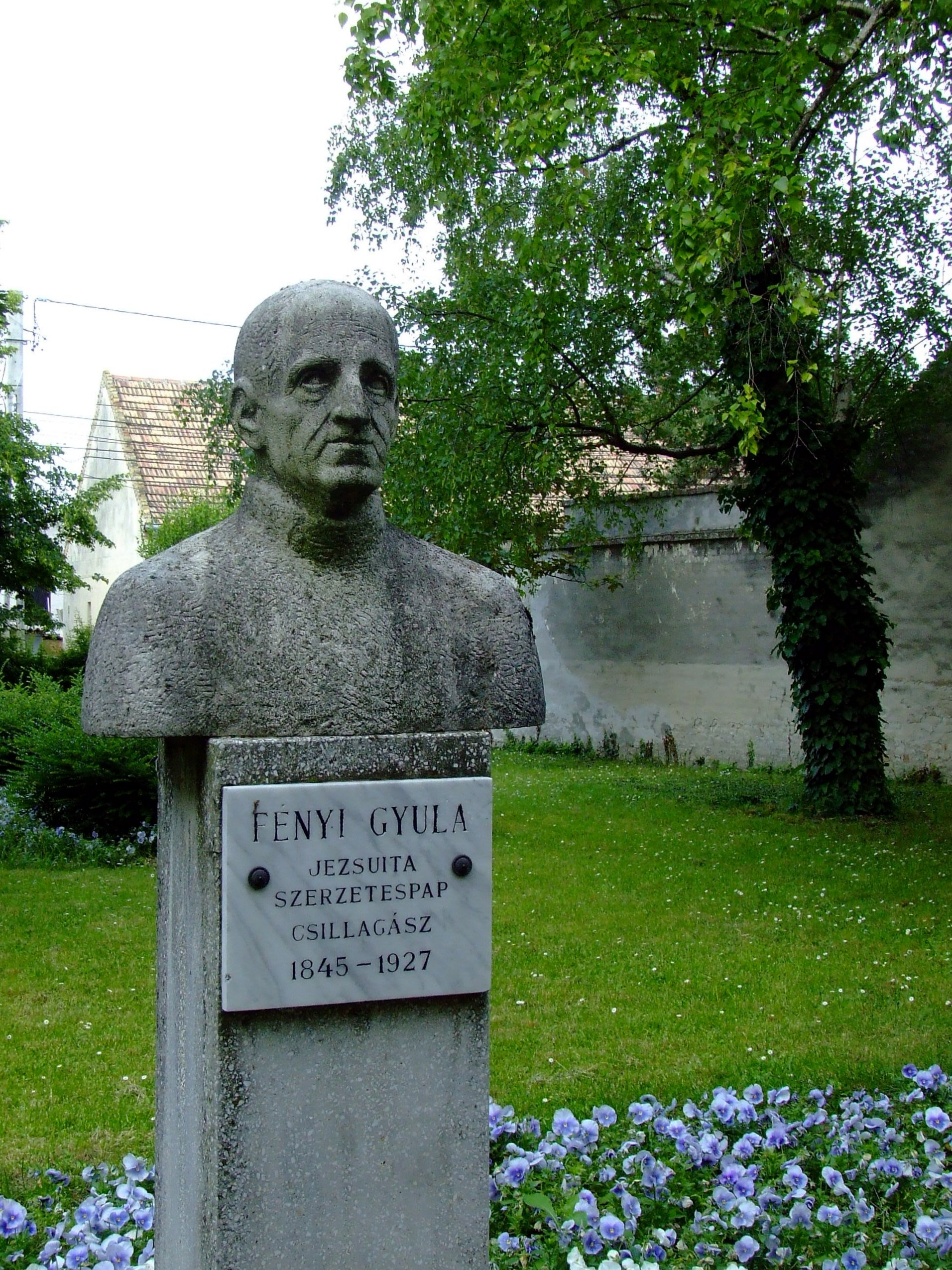
Monumento a Gyula Fényi (Kalocsa, Hungría).

- El cráter lunar Fényi y el asteroide (115254) Fényi llevan este nombre en su memoria.